# Mothocya komatsui
Mothocya komatsui är en kräftdjursart som beskrevs av Yamauchi 2009. Mothocya komatsui ingår i släktet Mothocya och familjen Cymothoidae. Inga underarter finns listade i Catalogue of Life.